# Bulbophyllum hassallii
Bulbophyllum hassallii là một loài phong lan thuộc chi Bulbophyllum.